# Baden (Pennsylvania)
Baden  è un comune (borough) degli Stati Uniti d'America, nella contea di Beaver nello Stato della Pennsylvania. Secondo il censimento del 2010 la popolazione è di 4.135 abitanti.

## Società

### Evoluzione demografica
La composizione etnica vede una prevalenza della razza bianca (96,9%) seguita da quella afroamericana (1,5%), dati del 2010.
| borough di Baden Popolazione |       |
| 2000                         | 4.377 |
| 2010                         | 4.135 |